# Ung kærlighed
Ung kærlighed er en dansk film fra 1958. Filmen er instrueret af André Rodriquez med manuskript af Guri Barfod.

## Medvirkende
- Klaus Pagh
- Annie Birgit Garde
- Sigrid Horne-Rasmussen
- Vera Stricker
- Povl Wöldike
- Johannes Marott
- Inger Stender
- Poul Müller
- Gerda Madsen
- Kirsten Passer